# 2 (szám)
A 2 (kettő) (római számmal: II) az 1 és 3 között található természetes szám, s egyben számjegy is. Ez a legkisebb prímszám, és egyben az egyetlen páros prímszám is.
A számjegy ASCII kódja: 50 vagy 0x0032

## Előfordulása
A biológiában számos szervezet mutat kétoldali szimmetriát, számos páros szerv létezik.

### Kémia
- A periódusos rendszer 2. eleme a hélium.

## A szám a matematikában
A tízes számrendszerbeli 2-es a kettes számrendszerben 10, a nyolcas számrendszerben 2, a tizenhatos számrendszerben 2 alakban írható fel.
A 2 páros szám, az első prímszám és az egyetlen páros közülük.
Kanonikus alakban a 21 szorzattal, normálalakban a 2 · 100 szorzattal írható fel. Két osztója van a természetes számok halmazán, ezek növekvő sorrendben: 1 és 2. A 2 faktoriálisa (2!).
A kettes vagy bináris számrendszer – két szám, 0 és 1 segítségével ábrázolja a számokat.
Fibonacci-szám. Sophie Germain-prím, Lucas-prím, Smarandache–Wellin-prím és Stern-prím. Az Eisenstein-egészek körében Eisenstein-prím. Bell-szám és Markov-szám. Hiányos szám, ennek ellenére erősen bővelkedő szám, tehát osztóinak összege nagyobb, mint bármely nála kisebb pozitív egész szám osztóinak összege. Szuperbővelkedő szám. Kiváló erősen összetett szám, egyben kolosszálisan bővelkedő szám.
Érinthetetlen szám: nem áll elő pozitív egész számok valódiosztóösszeg-függvényeként.
Erősen tóciens szám: bármely nála kisebb számnál többször szerepel a φ(x) függvényértékek között.
Ritkán tóciens szám.
Elsődleges áltökéletes szám.
A 2 négyzetgyöke valószínűleg az első ismert irracionális szám.
Triviálisan szigorúan nem palindrom szám.

### Nyelvtan
- kettős szám – egyes nyelvekben névszó‑ és igeragozási alak
- kettőshangzó – két magánhangzó elemeire bonthatatlan, egy szótagban kiejtett kapcsolata

### Zene
- Bartók Béla: Két portré
- Bartók Béla: Két kép
- 2x2 néha 5 című film slágere
- II: a The Common Linnets második stúdióalbuma

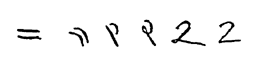
A 2 számjegy fejlődése az indiai brahmanoktól kezdve
A kettes szám magyar jelnyelven
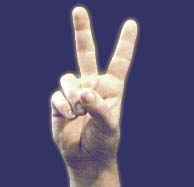
A kettes szám LSQ kanadai jelnyelven